# Церковь Святой Маргариты (Ландсхут)
Церковь Святой Маргариты (нем. Pfarrkirche St. Margaret) — римско-католическая приходская церковь, расположенная в районе Ахдорф баварского города Ландсхут. Новое необарочное здание было построено в 1909—1911 годах по проекту регенсбургского архитектора Генриха Хауберриссера (освящение церкви состоялось только в 1922 году); оно расположено рядом со старой позднеготической кирпичной церковью, возведённой в деревне Ахдорф около 1440 года.

## История и описание

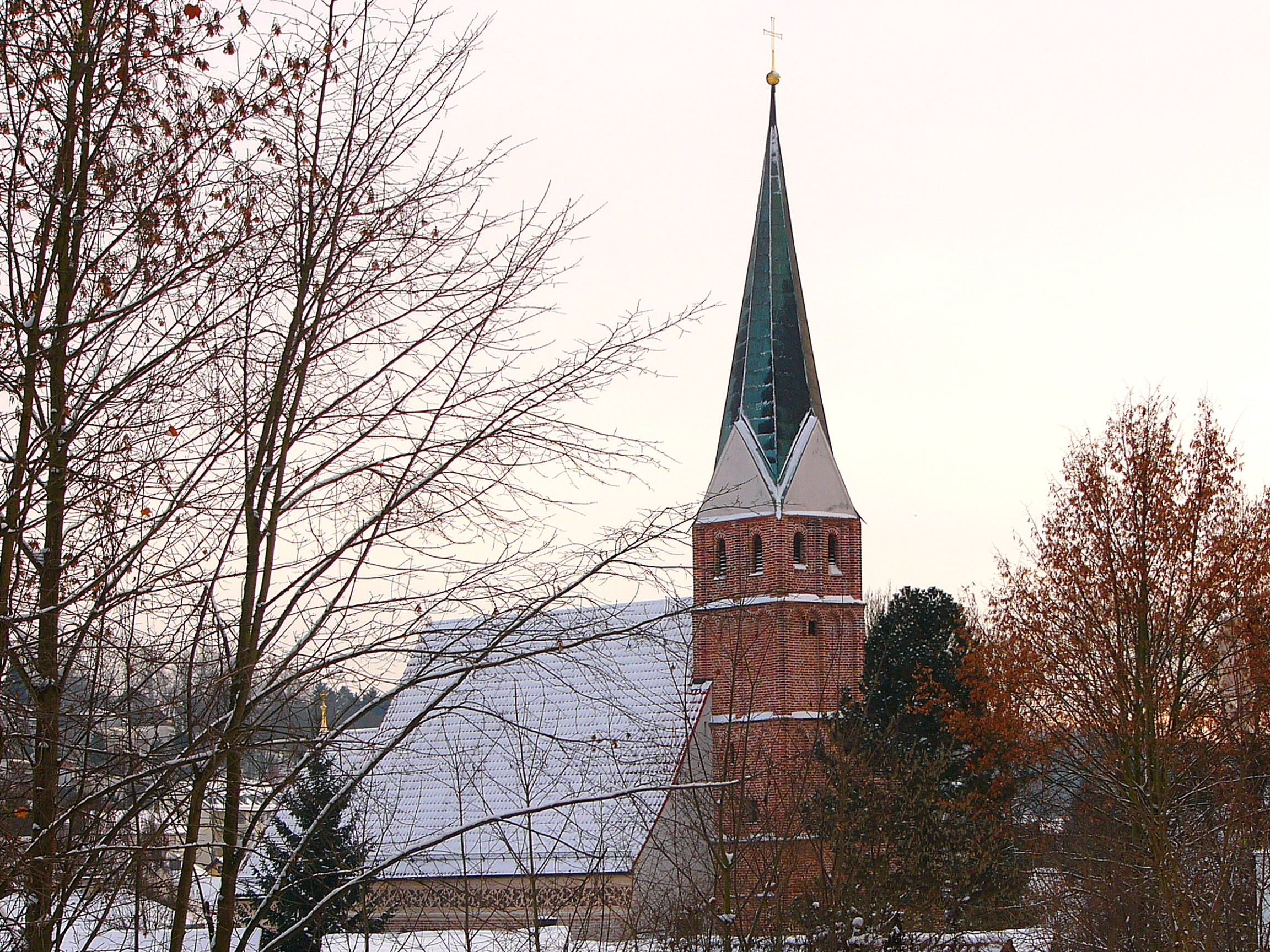
Старая церковь Святой Маргариты

### Старая церковь
Старая приходская церковь Святой Маргариты в районе Ахдорф является позднеготическим храмом, в стиле кирпичной готики, с крестовым сводом и хором; она является ярким примером популярного местного направления «Landshuter Bauhütte» и была, вероятно, построена около 1440 года последователями известного ландсхутского архитектора Ганса фон Бургхаузена. Основанием для периодизации служит надпись на колокольне «1440». В эпоху барокко здание было частично перестроено, тем не менее сохранив свои готические элементы. Во время реконструкции, проводившейся в 1971 году, три позднеготических фигуры из алтарей храма — изображения Марии, Барбары и Екатерины — были объединены. Кроме того, в церкви присутствует скульптура святой Маргариты, изготовленная из алебастра в 1440 году.
При этом сегодняшнее здание «Старой Маргариты» была не первой церковью в данной местности: первое упоминание о католическом храме в деревне Ахдорф относится к 1314 году. Исследователи полагали, что первая деревянная церковь существовала здесь уже в X веке. Помимо основного здания церкви, в Ахдорфе сохранилось церковное кладбище с позднеготической часовней, построенной около 1500 года, а также — старая кладбищенская стена и многочисленные кованые могильные кресты.

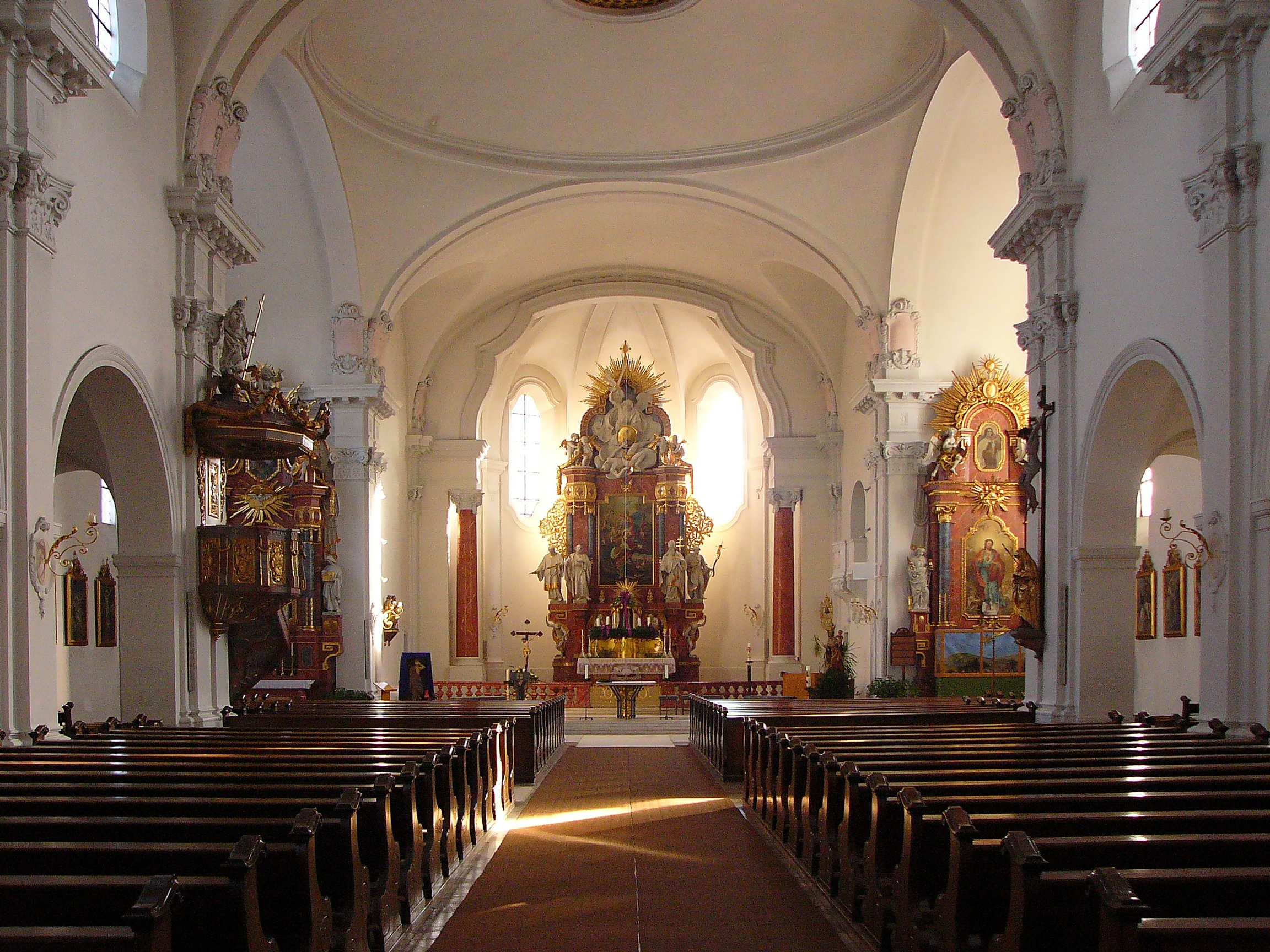
Интерьер здания, построенного в начале XX века

### Новая церковь
В ходе роста населения, произошедшего в регионе в период индустриализации, к 1928 году Ахдорф стал частью города Ландсхут, а старая приходская церковь более не удовлетворяла потребности прихожан уже в середины XIX века. Поскольку строительство нового храма длительное время не могло состояться по финансовым причинам, в 1889 году была основана ассоциация по строительству нового здания — объединение было распущено только в 1951 году. Создание конкретного проекта будущего храма было завершено архитектором Генрихом Хауберриссером в 1906 году, а в августе 1909 года в основание новой приходской церкви был заложен первый камень. Основные строительные работы были завершены к ноябрю 1911 года, хотя у здания на тот момент полностью отсутствовало внутренне убранство. В связи с исчерпанием финансовых ресурсов и началом Первой мировой войной, внутренняя отделка церкви затянулась до 1922 года: 19 ноября кардинал Михаэль фон Фаульхабер освятил церковь в честь Святой Маргариты Антиохийской.
«Новая Маргарита» имеет длину в 55 и ширину около 20 метров — что значительно просторнее предыдущего здания. Квадратная башня-колокольня с барочным куполом примыкает к хору с северной стороны. Первоначальный проект предусматривал обширную роспись внутреннего церковного пространства, которая не была выполнена по финансовым причинам. Главный алтарь для нового хама был изготовлен, также по эскизу Хауберриссера, в 1913—1914 годах в Регенсбурге. Кроме того в церкви имеются боковые алтари, созданные в 1930 году скульптором Якобом Адлхартом из Халлайна. Орган был построен в 1937 году мюнхенским мастером Хансом Хаасом.